# 보르딩보르시

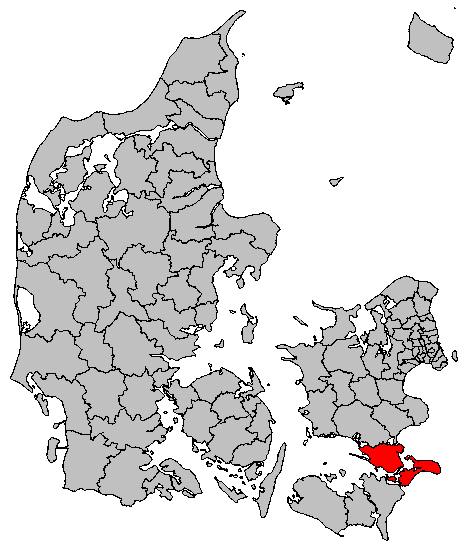
보르딩보르 시의 위치

보르딩보르시(덴마크어: Vordingborg Kommune)는 덴마크 셸란 지역에 위치한 지방 자치체로 행정 중심지는 보르딩보르이며 면적은 621.0km2, 인구는 45,925명(2012년 1월 1일 기준), 인구 밀도는 74명/km2이다.